# Селище Дрежницько
44°56′ пн. ш. 15°37′ сх. д. / 44.94° пн. ш. 15.62° сх. д.
Селище Дрежницько (хорв. Selište Drežničko) — населений пункт у Хорватії, в Карловацькій жупанії у складі громади Раковиця.

## Населення
Населення за даними перепису 2011 року становило 280 осіб.
Динаміка чисельності населення поселення: